# Kay Rose
Kay Rose (* 12. Februar 1922 in New York City; † 11. Dezember 2002 in Burbank, Kalifornien) war eine US-amerikanische Tontechnikerin.

## Leben
Kay Rose studierte Film am Hunter College in New York City. Anschließend arbeitete sie als Auszubildende für das Army Signal Corps während des Zweiten Weltkriegs. Als Zivilistin half sie dort mit, Trainingsfilme zu erstellen und arbeitete auch an John Hustons Dokumentation Report from the Aleutians mit. Nach ihrem Einsatz dort zog sie 1944 nach Hollywood. Dort arbeitete sie als Assistentin bei Universal Pictures. 1951 heiratete sie Sherman A. Rose. Zusammen arbeiteten sie an dem Film Target Earth (1954), bei dem ihr Ehemann Regie führte. Das erste Mal als alleinige Tontechnikerin zeichnete sie sich bei I Was a Teenage Frankenstein (1957) aus, außerdem war sie hauptverantwortlich für die beiden Westernserien Westlich von Santa Fé (1958–1963) und  Big Valley (1965–1969). Kay Rose arbeitete bis 1999 als Tontechnikerin an 68 Filmen. Dabei war sie zweimal für einen British Academy Film Award nominiert: 1978 für New York, New York und 1981 für The Rose (1979). Zu ihren weiteren Filmen zählen Paper Moon (1973), Solo für 2 (1984), Karate Kid III – Die letzte Entscheidung (1989), RoboCop 2 (1990), Herr der Gezeiten (1991) und Speed (1994). Ihr letzter Film war 1999 Die Frau meines Lehrers.
Bei der Oscarverleihung 1985 erhielt sie einen Special Achievement Award für ihre Arbeit an dem Film Menschen am Fluß (1984). Damit war sie die erste Frau, die als Tontechniker mit einem Oscar ausgezeichnet wurde. 1993 wurde sie von den Motion Picture Sound Editors für ihr Lebenswerk ausgezeichnet, 2002 von der Cinema Audio Society.
Im Oktober 2002, kurz vor ihrem Tod, widmeten George Lucas und Steven Spielberg ihr den Chair in the Art of Sound and Dialogue Editing an der USC School of Cinema-Television.